# Sports-Réunis Delémont
Actualités
Les Sports-Réunis de Delémont (SRD) sont un club de football semi-professionnel de la ville de Delémont en Suisse situé dans le canton du Jura.
Les Sports-Réunis de Delémont ont été fondés en 1909, à la suite de la fusion du FC Delémont (fondé en 1905) et de l’union sportive Delémont-Gare (fondé en 1907). Le club évolue actuellement en Promotion League, la troisième division du football suisse. Son stade porte le nom de La Blancherie construit en 1986.

## Histoire
Fondé en 1909, Les SR Delémont se sont fait connaître comme une bonne équipe de la Suisse romande. En 1982, l'équipe réalise l'exploit en quarts de finale de la Coupe de Suisse d'éliminer Neuchâtel Xamax, grâce à un but historique de Jean-René Moritz, avant d'être éliminée à son tour en demi-finales par le  FC Bâle. Le club du Jura est arrivé à se hisser en 1999 et en 2002 en Ligue Nationale A (D1). Même si les SRD ont été relégués deux fois après seulement une saison, l'équipe a quand même créé plusieurs surprises.
Après avoir connu deux relégations successives en 2003 et 2004 jusqu'en 1re Ligue (D3) l'actuelle (D4), les Jurassiens réussissent à retourner en Challenge League (D2) en 2006, mais sont à nouveau relégués en 1re Ligue en 2008. En 2010 retour en D2 avant la descente en 2012 dans la nouvelle Promotion League (D3) où ils y resteront jusqu'en 2015 pour tomber en 1re Ligue (D4).

## Palmarès et résultats

### Palmarès
| Compétitions nationales                                                                                    | Compétitions internationales                               |
| - Championnat de Suisse D2 (0) - Vice-champion : 1998-1999. - Coupe de Suisse (0) - Demi-finaliste : 1982. | - Coupe horlogère (0) - Vice-champion : 1992, 1994 et 1998 |

## Joueurs et personnages du club

### Entraîneurs
- 1937 - 1945: Willy Tschopp, André Muller, Emile Rais
- 1946 - 1949: Ernest Kunz
- 1949 - 1950: Karl Pannagl
- 1950 - 1951: Charles Jeanmonod
- 1951 - 1955: Ernest Monnier
- 1955 - 1957: Robert Zürcher
- 1957 - 1958: Karl Riederer
- 1958 - 1960: Pierre Gassmann
- 1960 - 1961: Eric Fürst
- 1961 - 1965: Franz Grûnig
- 1965 - 1966: Paul-Mike Speider puis Charles Jeanmonod
- 1966 - 1967: Nandor Cserna puis Charles Jeanmonod
- 1967 - 1968: Branko Resar
- 1968 - 1972: Jurg Hoppler
- 1972 - 1976: Eduardo Bai
- 1976 - 1977: Andreas Frankhauser
- 1977 - 1980: Michel Friche
- 1980 - 1983: Rudi Schribertschnig
- 1982 - 1982: Jean-René Moritz
- 1984 - 1985: Alain Vuillaume
- 1985 - 1986: Christian Mathez, puis Alain Vuillaume
- 1986 - 1988: Alain Vuillaume
- 1988 - 1993: Jean-Marie Conz
- 1993 - 1996: Roger Laübli, Philippe Rossinelli, Michel Decastel
- 1996 - 1999: Michel Decastel
- 1999 - 11/2000: Heinz Hermann
- 12/2000 - 2003: Michel Renquin
- 2003 - 2004: Maurizio Jacobacci
- 2004 - 2/2007: Jacques Gigandet
- 2/2007 - 3/2008: Marcel Hottiger
- 3/2008 - 2008: Vittorio Bevilacqua
- 2008 - 10/2011: Philippe Rossinelli
- 10/2011 - 2/2012: Vittorio Bevilacqua
- 3/2012 - 2012: John Dragani
- 2012 - 2015: Vincent Ducommun
- 2015 - 10/2016: Lulzim Hushi
- 10/2016 - 2017: Michaël Hoy
- 2017 - 2018: Mario Cantaluppi
- 2018 - 2022 Philippe Rossinelli
- 2022 - auj. : Anthony Sirufo

### Joueurs emblématiques
- Jean-René Moritz
- Hervé Epitaux
- David Casasnovas
- Fabrice Borer
- Sébastien Roth
- Bastien Hulmann
- Olivier Baudry
- Jérémy Grimm
- David Sauget
- Johnny Szlykowicz
- Luca Ferro
- Harlington Shereni
- Samuel Ojong
- Owusu Benson
- Sándor Sallai
- Adam Ndlovu